# USSR's statspris
Sovjetunionens statspris eller USSR's statspris (russisk: Государственная премия СССР) blev indstiftet i september 1966. Efter Sovjetunionens opløsning blev prisen afløst af Den Russiske Føderations Statspris.
Stalins Statspris (russisk: Государственная Сталинская премия, ofte blot kaldet Stalinprisen) eksisterede fra 1941 til 1956 og udfyldte i princippet den samme rolle. Ved introduktionen af USSR's statspris blev diplomerne og medaljerne for modtagere af Stalinprisen ændret til tilsvarende for USSR's statspris.
I de to sidste år under 2. verdenskrig blev ikke afholdt ceremonier i forbindelse med uddeling af prisen. Der blev i stedet afholdt to ceremonier i 1946: Én ceremoni i januar 1946 for modtagere prisen for værker i 1943-44 og én i juni for arbejder fra 1945.
USSR's statspris blev uddelt i 1., 2. og 3. grad og blev tildelt modtagere, der havde gjort sig bemærket inden for videnskab, matematik, litteratur, kunst og arkitektur og som havde opnået "de mest prominente fremskridt for enten Sovjetunionen eller socialismens sag. Prisen blev ofte uddelt til bestemte værker fremfor til individuelle personer.
Hver af de enkelte sovjetrepublikker i unionen (SSR) autonome sovjetrepublikker (ASSR) havde tilsvarende Statspriser (og tidligere Stalinpriser).
Stalinprisen var en anden pris end Stalins fredspris. Stalins fredspris blev indstiftet den 21. december 1949 og blev givet til udenlandske modtagere fremfor til sovjetborgere.
Sovjetunionens statspris var mindre prestigefyldt end Leninprisen, men mere prestigefyldt end Lenin Komsomolprisen